# Gala Capital
Gala Capital es un grupo de inversión privado con sede en Madrid, España.

## Historia
El grupo fue constituido en 1998 e invierte principalmente en compañías privadas, así como en activos alternativos. Su fundador y actual presidente, Carlos Tejera, es un antiguo consultor de McKinsey & Company, empresario y banquero de inversiones.
Adicionalmente, Gala Capital tiene una filial para realizar inversiones de Venture capital, especializada en compañías de alto contenido tecnológico, incluyendo Inteligencia artificial y  fintech. También ha sido pionero en Inversiones de Impacto Social, habiendo lanzando algunos de los fondos sociales más grandes en Europa.
Una de sus inversiones más conocidas en los últimos años, ha sido MásMóvil, a quien ayudó a consolidarse como el cuarto operador de telecomunicaciones en España en 2017, tras la compra de sus empresas competidoras Pepephone y Yoigo.  Otras inversiones históricas han sido la cadena de televisión española, La Sexta, la compañía de venta de zapatos y complementos Jimmy Choo, la empresa energética Corporación Eólica Cesa, vendida al conglomerado español Acciona, y Neo Sky, la filial de comercialización de redes de fibra óptica del grupo Iberdrola.
En el año 2018 invirtió en la productora audiovisual Grupo Secuoya, que gestiona la sede producción audiovisual de Netflix en Madrid.
Ese mismo año captó más de 200 millones de euros para la realización de inversiones en empresas con un foco social
El 10 de abril de 2020, junto con un conjunto de inversores, vendió la compañía  de ciberseguridad Panda Security al grupo WatchGuard, por un importe aproximado de 300 millones de euros

## Otras operaciones recientes
Entra en el capital de SOM Produce, la empresa de producción de musicales internacionales en España, productora de musicales como Billy Elliot, Sonrisas y Lágrimas, Chicago y Grease. En diciembre de 2024, SOM Produce fue vendida al grupo internacional ATG, propiedad del fondo International Providence Equity Partners.
Construye un hotel en la Riviera Maya, el Hotel Secrets Tulum Resort & Spa, de la cadena Apple Leisure Group , con más de 300 habitaciones junto al Grupo Hotelero Santa Fe, en Tulum, México. En agosto de 2021 se informó que el operador ALG había sido adquirido por la cadena hotelera Hyatt por un importe de 2.300 millones de euros.
Vende la frecuencia de 3,4GHz para comunicaciones móviles 5G a la operadora de telecomunicaciones MásMóvil.
Adquiere la Sociedad de valores Beka en julio de 2019. A lo largo del año 2020 realizó varias ampliaciones de capital en Beka para potenciar el crecimiento del banco de inversión y la adquisición de una filial de Citi en Portugal, con más de 6.000 millones en activos.
Vende el negocio de Residencias Geroresidencias, La Saleta, al grupo francés Armonea.
Adquiere la Universidad Privada “Schiller International University”. En noviembre de 2023 la Universidad fue adquirida por el grupo internacional  Global Education Holdings.
En octubre de 2021 se publica que su empresa participada Beka Finance ha adquirido la gestora de titulaciones Haya, al grupo Cerberus, con un volumen de activos de 23.200 millones de euros.
Obtiene 120 millones de euros por la venta de un porcentaje de acciones de Masmovil.
Vende por 40 millones de euros la empresa Neutra.

## Controversias
En 2008, Gala Capital lanzó, sin éxito, una oferta por 3.200 millones de euros por la aerolínea española Iberia.  Esta oferta impulsó el acuerdo de fusión de Iberia con su entonces empresa competidora British Airways.
Algunos medios han publicado que el grupo está sustentado, entre otros, por el magnate financiero y filántropo George Soros  y por importantes inversores de Oriente Medio. También que la entrada en el capital de la cadena de televisión La Sexta fue financiada directamente por George Soros.
Ciertos medios de comunicación se han referido a Gala Capital, como el destino profesional del ex Secretario del Consejo de Administración de Telefónica, Ramiro Sánchez de Lerín  y a su nombramiento como responsable de la división de Inversiones Activistas.
Algunos medios afirman que ha participado en la adquisición de la compra de la deuda de la compañía Mediapro